# Tail of the Dragon

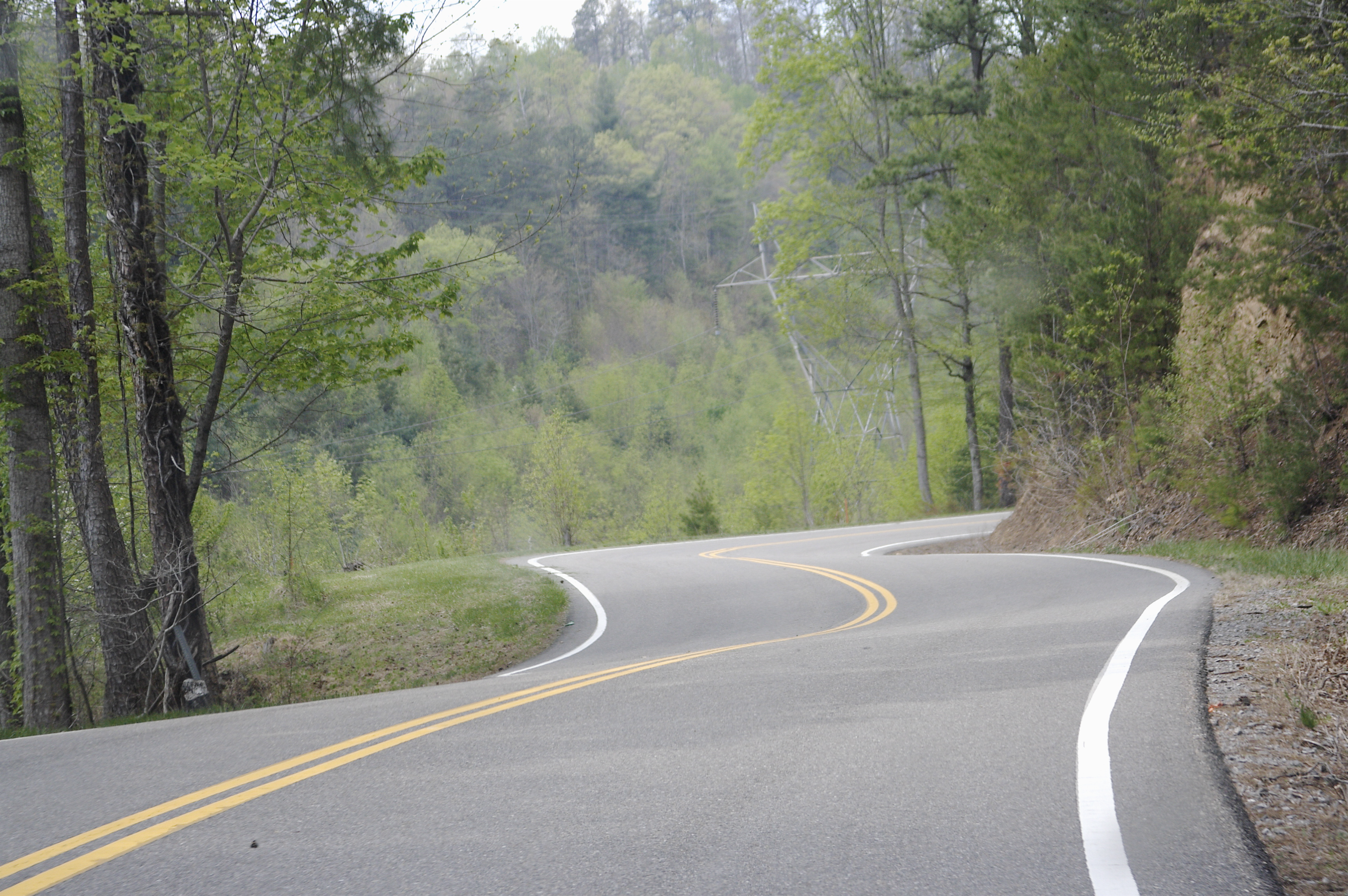

Tail of the Dragon ist die Bezeichnung einer 18 km langen Gebirgsstraße durch die Appalachen, die die Grenze zwischen den US-amerikanischen Bundesstaaten North Carolina und Tennessee bildet. Sie ist ein Abschnitt des Highway 129 und zählt mit ihren 318 Kurven zu den gefährlichsten Straßen der Welt.

## Geschichte
Die Straße verläuft auf einem früheren Pfad der Cherokee und wurde in den 1930er Jahren asphaltiert. In den ersten Jahrzehnten nach ihrem Bau waren auf dieser Straße fast ausschließlich Einheimische unterwegs. Doch in den 1990er Jahren setzte ein wahrer Boom von extremen Auto- und Motorradfahrern ein, die den Nervenkitzel suchen. Viele unterschätzen allerdings die Gefahr, zumal bereits eine Geschwindigkeit von nur 40 oder 50 km/h genügt, um bei einer der zahlreichen scharfen Kurven die Kontrolle über sein Fahrzeug zu verlieren. Daher kam es auf dieser Straße bereits zu einer Vielzahl von Todesopfern und Schwerverletzten. So stellte der Autor Joel Davis im Oktober 2011 fest, dass es in den vorangegangenen sechs Jahren allein unter Motorradfahrern zu 17 Todesopfern auf der Straße gekommen war.